# Гослинг, Уильям
Уильям Салливан Гослинг (англ. William Sullivan Gosling; 19 июля 1869, Фарнем, Эссекс, Англия — 2 октября 1952, Стэнстед Маунтфитчет, Эссекс, Англия) — английский футболист, чемпион летних Олимпийских игр 1900.
На Олимпийских играх 1900 в Париже Гослинг входил в состав британской футбольной команды. Его сборная выиграла в единственном матче у Франции со счётом 4:0 и заняла первое место, выиграв золотые медали.

## Биография
Уильям Гослинг — один из трех братьев, являвшимися выдающимися спортсменами в Итоне, и впоследствии ставшими видными деятелями в делах графства Эссекс. Уильям был итонским игроком в крикет и игроком команды «Футбол XI» в 1888 году, а также выиграл соревнования по прыжкам в высоту в спортивной школе в том же году. Был принят в ряды шотландских гвардейцев, с которыми служил и в англо-бурской войны и Первой мировой войны. Будучи в отпуске из своего полка, играл в футбол за команду «Челмсфорд» и именно благодаря своим спортивным контактов в Эссексе, был приглашен присоединиться к команде «Аптон Парк», когда они отправились в Париж на  олимпийский турнир 1900 года. В 1903 году женился на Виктории, дочери маркиза Лотиана и после смерти брата Роберта в 1922 году стал хранителем семейного места в Хассиобери, недалеко от Бишопс Стретфорд. Позднее в 1927 году был назначен главным шерифом Эссекса, пост, который 20 лет занимал брат Роберт, старший из трех братьев. Роберт, был самым выдающимся из братьев, кто провел самую выдающуюся спортивную карьеру. Он играл в крикет за команду родного города Итона, Кембриджского университета и Эссекса, а также выиграл свой два кубка Англии по футболу. Самый младший брат, Томас, также выиграл футбольный кубок за «Кембридж»